# Enicospilus vespus
Enicospilus vespus är en stekelart som beskrevs av Ian D. Gauld och Mitchell 1981. Enicospilus vespus ingår i släktet Enicospilus och familjen brokparasitsteklar. Inga underarter finns listade i Catalogue of Life.